# The Ritz-Carlton Berlin

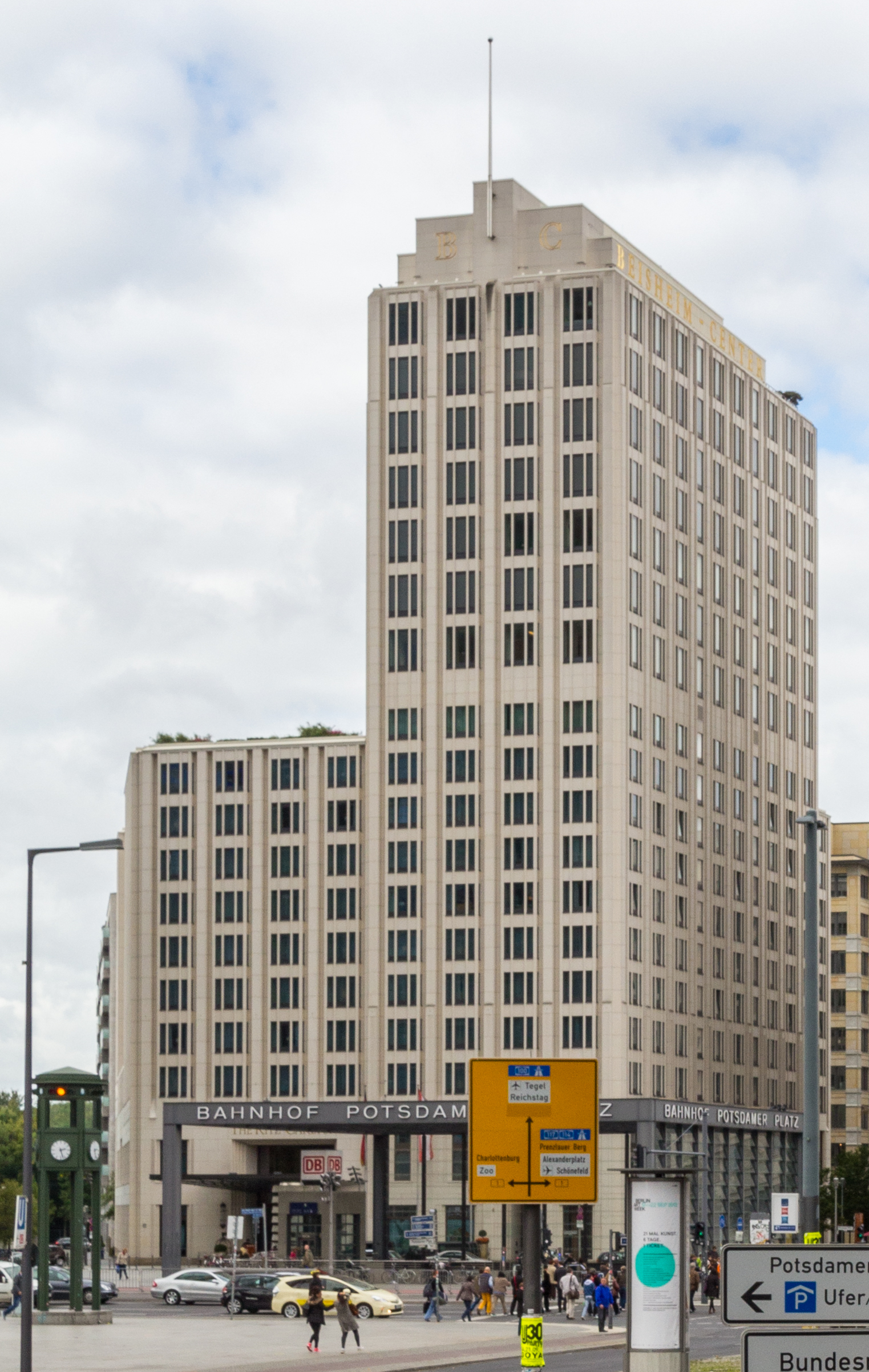
Ansicht von Südosten (2013)

The Ritz-Carlton Berlin ist ein Grand Hotel am Potsdamer Platz im Berliner Ortsteil Tiergarten. Das zum Beisheim-Center gehörende Hotelhochhaus wurde 2002–04 auf dem Gebiet des Lenné-Dreiecks errichtet. Das Hotel verfügt über 303 Zimmern, darunter 40 Suiten auf 19 Stockwerken. Es ist nach dem Ritz-Carlton Wolfsburg das zweite Hotel der Hotelkette Ritz-Carlton in Deutschland.
In den oberen Geschossen des Gebäudes befinden sich Wohnungen, die sogenannten Tower Apartments. Diese sind an die Infrastruktur des Ritz-Carlton angeschlossen, sind aber nicht Teil des eigentlichen Hotels.

## Architektur

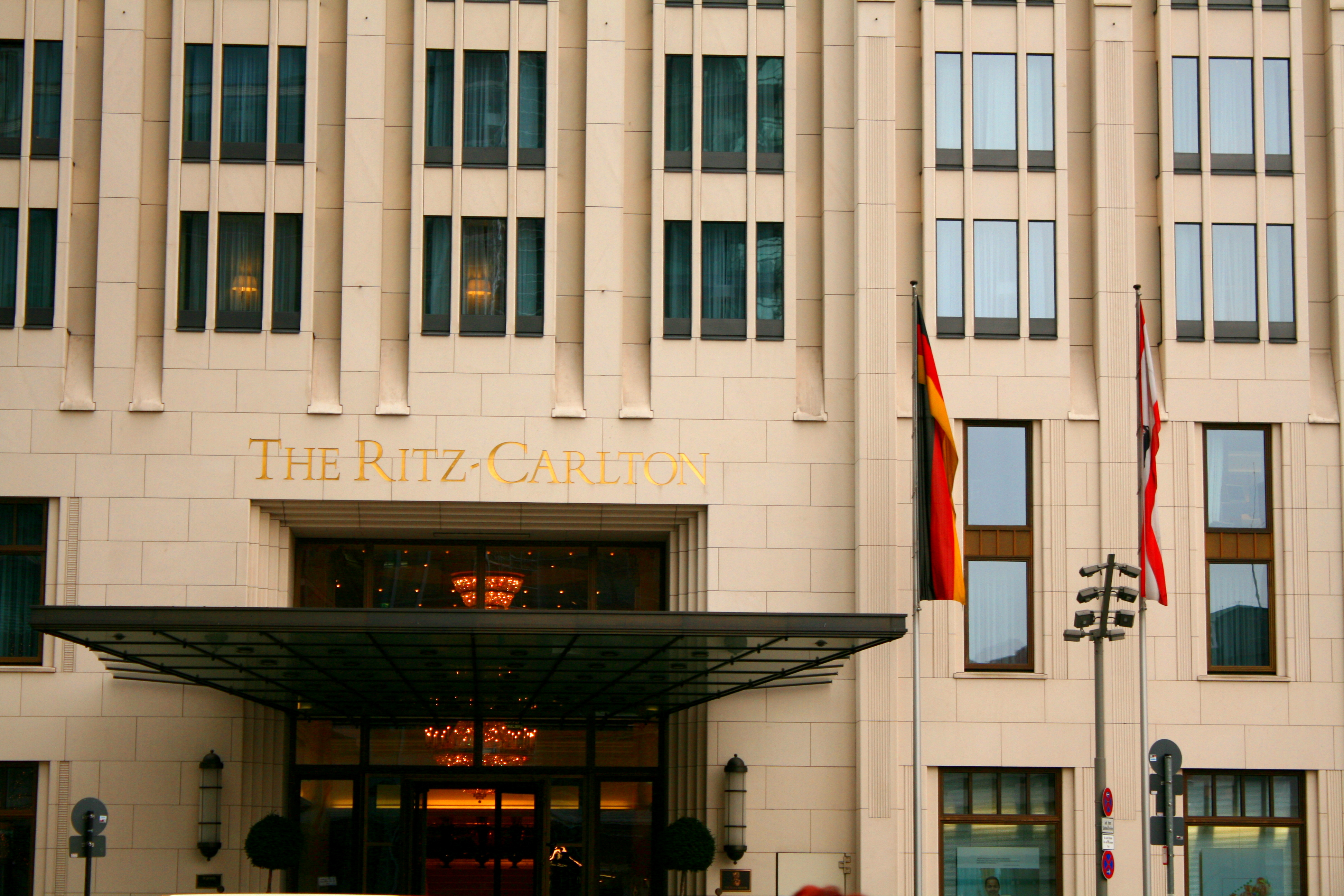
Eingangsbereich des Ritz-Carlton Berlin

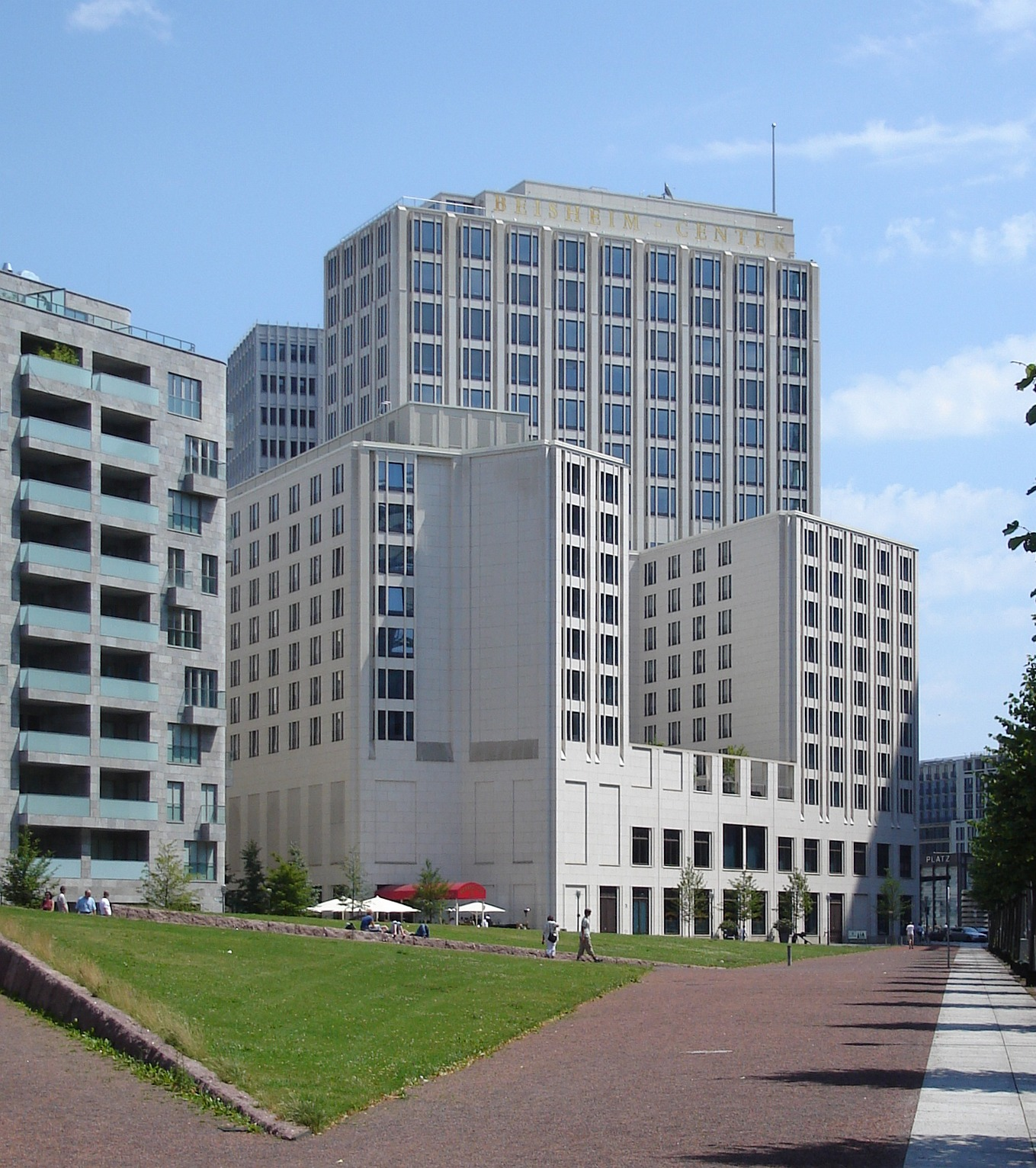
Das Ritz-Carlton ist Teil des Beisheim-Centers

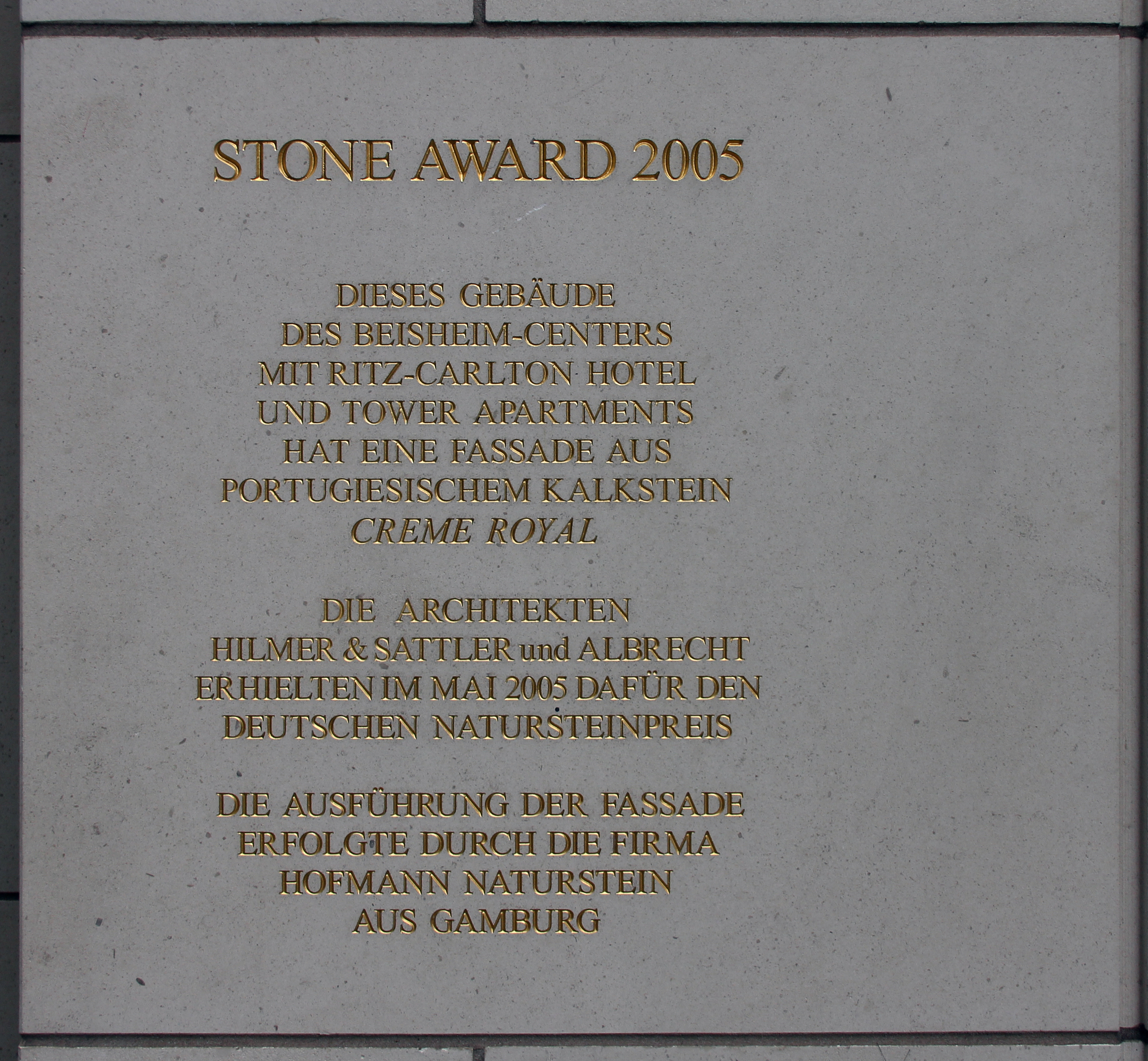
Gedenktafel am Haus, Potsdamer Platz 3, in Berlin-Tiergarten

Die Architekten Heinz Hilmer und Christoph Sattler sehen das Luxushotel, das ein Teil des seinerzeit neugeschaffenen Beisheim-Centers ist, als eine „zeitgemäße Interpretation der europäischen Stadt mit Häuserblocks, Straßen und Plätzen“. Die Architektur sei eine Hommage an die „Goldenen Zwanziger“ in den Vereinigten Staaten, als Häuser im Stil des Art déco ihre Blütezeit hatten.
Das Haus am Potsdamer Platz beinhaltet unter anderem die Brasserie Desbrosses, den Curtain Club sowie einen großen Ballsaal, der für bis zu 850 Personen Platz bietet.
Das Hotel wurde in einer Entfernung von rund 20 Metern zur ehemaligen Berliner Mauer (an dieser Stelle verlief im 18. und 19. Jahrhundert auch die historische Akzisemauer) errichtet, an einem der wichtigsten Orte der jüngeren Berliner Geschichte, nahe dem Regierungsviertel, dem Brandenburger Tor und der Berliner Philharmonie.
Oberhalb des Hotelkomplexes befinden sich die Tower Apartments. Für die Bewohner und Mieter des gesamten Beisheim-Centers stehen die Infrastrukturen des Ritz-Carlton zur Verfügung. Errichtet wurde dieser Abschnitt des Centers durch das Architekturbüro Hilmer & Sattler und Albrecht aus Berlin und das Innenarchitekturbüro Hotel Interior Design von Peter Silling aus Köln gestaltet. Der Baustil soll an die Bürogebäude und ersten Wolkenkratzer der Chicagoer Schule erinnern. Das angrenzende Bürohochhaus lehnt sich formal an das First Leiter Building in Chicago von William Le Baron Jenney aus dem Jahr 1879 an. Ein wichtiges und gewünschtes Motiv der Architekten ist der Farbunterschied zwischen den Pfeilern und Brüstungen und den grauen Kapitellen aus Betonfertigteilen.

### Brasserie Desbrosses
Die französische Brasserie Desbrosses aus dem Jahr 1875 wurde Anfang 2003 in der kleinen Stadt Mâcon im Südburgund abgebaut und restauriert, um anschließend im Hotel wiedereröffnet zu werden. Das Originalmobiliar wurde vervollständigt, darunter Stühle und Spiegel. Steinfliesen mit floralem Dekor, handbemalte Wandpaneele und dunkler Parkettboden schaffen ein stimmungsvolles Ambiente.

### The Curtain Club
Die Bar The Curtain Club ist mit 60 Sitzplätzen ein Treffpunkt für Gesprächsrunden. Kreiert wurde sie im Stil eines britischen Gentlemen-Club: Allabendlich um Punkt 18 Uhr öffnen sich die Vorhänge, angekündigt und zelebriert durch einen livrierten Beefeater – dies die ursprüngliche Bezeichnung für die Wächter am Londoner Tower.

### Wellnessbereich
Die Innengestaltung des Wellnessbereiches erfolgte mit kunstvollen Marmorintarsien, Buntglas und Goldmosaiken sowie einer handbemalten Decke in einer Trompe-l’œil-Technik mit integrierten Kristallen.

## Leitung
Das Hotel wird seit 2021 durch Torsten Richter geleitet.